# ? Lui ?
? Lui ? Histoire d'un mystère est un roman policier de l'écrivain français Maurice Renard, publié en feuilleton en 1926 dans le quotidien L'Intransigeant. Il sort en librairie l'année suivante aux éditions Georges Crès.

## Intrigue
Orpheline depuis la mort mystérieuse de sa mère quelques années plus tôt, Gilberte Laval est une jeune femme fortunée qui vit chez sa tante Mme de Prase. Lorsqu'elle tombe amoureuse de Jean Mareuil, un aristocrate dilettante, Mme de Prase et son fils Lionel décident d'enquêter sur le jeune homme. Ils découvrent alors, non seulement que Jean Mareuil, véritable gentleman le jour, devient à la nuit tombée l'apache Freddy, mais également qu'il pourrait être lié à la mort de la mère de Gilberte.

## Analyse de l'œuvre
Théoricien du roman merveilleux-scientifique, dont il est un praticien reconnu, Maurice Renard amorce un virage littéraire à partir des années 1920 pour se consacrer à une littérature plus populaire. C'est dans ce contexte qu'il publie en feuilleton en 1926 son premier roman résolument policier, à savoir un meurtre en chambre close déguisé en accident. Néanmoins, fidèle à son goût pour les littératures de l'imaginaire, l'écrivain double le mystère policier d'un élément fantastique, qui est l'étrange comportement du personnage principal, Jean Mareuil, dilettante fortuné le jour, qui devient l'apache Freddy, un charmeur de serpents écumant les cabarets en compagnie de sa maîtresse Java la nuit. À travers une série d'indices, Maurice Renard conduit le lecteur vers l'hypothèse du dédoublement de personnalité à la manière du Docteur Jekyll et de son alter-ego le malfaisant Mister Hyde.
En réalité, Maurice Renard cherche à tromper le lecteur en utilisant à rebours le « mythe stevensonien ». Il révèle ainsi à la fin du récit, que Freddy n'est qu'une sosie qu'utilise Jean Mareuil — dont la rencontre est d'ailleurs racontée en introduction — pour mener son enquête en toute tranquillité sur la mystérieuse mort de la mère de sa fiancée.

## Publications
- L'Intransigeant, du 24 novembre au 31 décembre 1926.

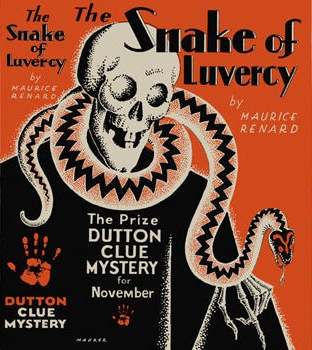
Lors de sa publication en langue anglaise en 1930, le titre du roman est traduit par The Snake of Luvercy.

- Éditions Georges Crès & Cie, 1927 (avec plan des lieux de l'action).
- Éditions Plon, coll. « Aventures » no 1, 1931.
- Éditions Plon, coll. « Bibliothèque reliée Plon » no 222, 1936.
- Copp Clark Co., 1945 sous le titre La Vipère de Luvercy  (avec plan des lieux de l'action). Version abrégée par Martha Z. Krauss pour apprendre le français, avec présence du vocabulaire anglais[3].
- Éditions OPTA, 1966, dans un recueil aux côtés du roman Le Mystère du masque.

Outre ses rééditions françaises, le roman a également connu de nombreuses traductions au cours du XXe siècle. 
Ainsi, dès 1928, il est traduit en langues allemande, polonaise et russe. Puis, dans les années suivantes, ? Lui ? s'exporte en langue tchèque et anglaise — notamment grâce à différentes maisons d'éditions américaine, anglaise et canadienne.

## Réception

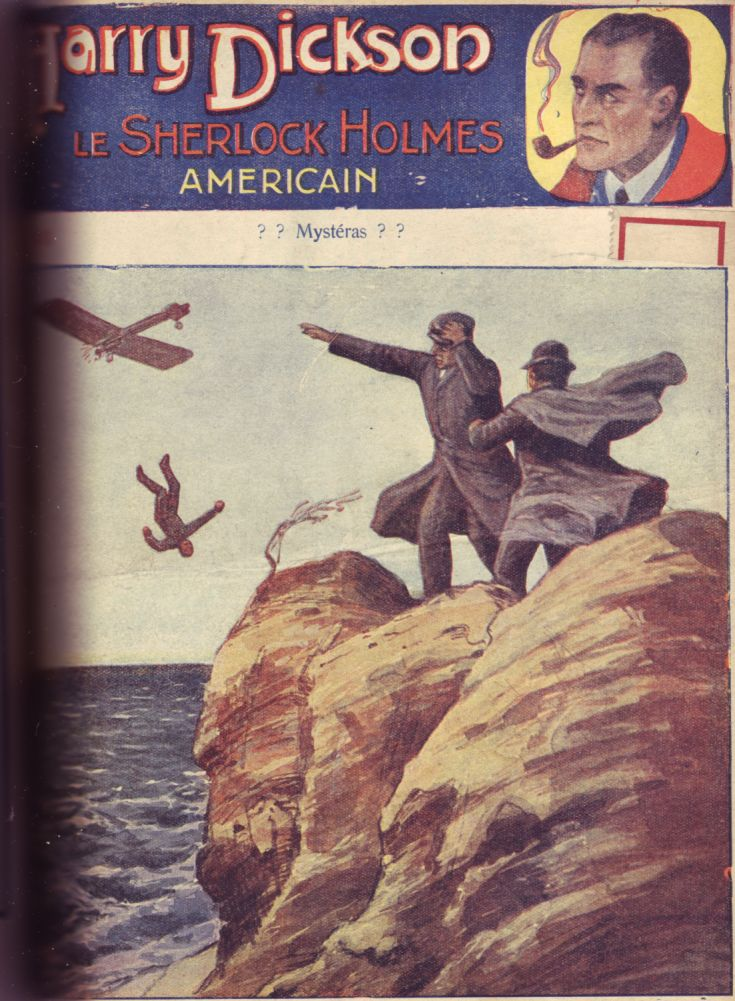
Jean Ray s'inspire du titre du roman de son ami Maurice Renard pour la 103e aventure d'Harry Dickson intitulée ?? Mysteras ??.

Le premier roman policier de Maurice Renard est plutôt bien reçu par la critique. Ainsi, dans un compte-rendu de roman paru le 15 janvier 1927, le critique Charles Bourdon qualifie ? Lui ? de « beau roman policier » dont l'intrigue est construite avec précision et la conclusion particulièrement surprenante, tandis que Régis Messac le qualifie de « très ingénieux roman » dans sa thèse parue en 1929 sur les origines du roman policier, Le « Detective Novel » et l'influence de la pensée scientifique.
En 1929, Jean Cabanel mentionne que le roman fasse actuellement l'objet d'une adaptation à l'écran par la maison Sofar, mais dont le projet semble avoir avorté.
Enfin, quelques années plus tard, Jean Ray, rend hommage au roman de son ami, en écrivant une aventure de Harry Dickson, ?? Mystéras ?? (1933), qui semble à la fois être une référence au Fantômas de Marcel Allain et Pierre Souvestre et au roman ? Lui ? par son utilisation des points d'interrogations.